# Memorial Cup 1925

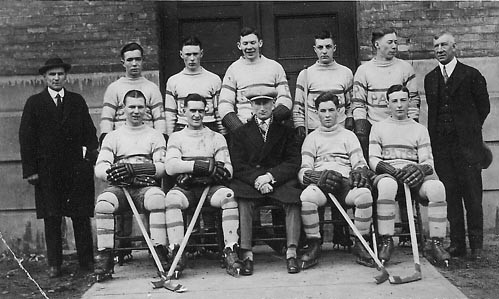
Mannschaftsfoto der Regina Pats aus der Saison 1924/25.

Der Memorial Cup 1925 war die siebte Austragung des gleichnamigen Turniers. Teilnehmende Mannschaften waren als Meister ihrer jeweiligen Ligen die Toronto Aura Lee (Ontario Hockey Association) und die Regina Pats (Saskatchewan Junior Hockey League). Der Turniermodus sah zwei Partien vor, in denen der Sieger ausschließlich anhand der erzielten Tore ermittelt wurde.
Die Regina Pats gewannen bei ihrer dritten Finalteilnahme nach 1919 und 1922 nach zwei Spielen mit 7:3 Toren ihren ersten Memorial Cup. Das Turnier wurde in Toronto ausgetragen.

## Ergebnisse
| 23. März 1925 | Regina Pats Syl Acaster (44:05) Frank Ingram (60:37) | 2:1 n. V. (0:0, 0:0, 1:1, 1:0) | Toronto Aura Lee Johnny McPherson (nicht bekannt, zwischen 44:06 und 59:59) | Arena Gardens, Toronto Zuschauer: 3.000 |

| 25. März 1925 | Regina Pats | 5:2 (-:-, -:-, -:-) | Toronto Aura Lee | Arena Gardens, Toronto |

## Memorial-Cup-Sieger
Die Mannschaft der Regina Pats bestand aus den Spielern Syl Acaster, Jack Crapper, Jack Cranstoun, Jack Cunning, Ken Doraty, Bert Dowie, Stan Fuller, Johnny Gottselig, Frank Ingram und Ike Morrison. Manager und Trainer des Teams war Al Ritchie.